# روستای نورت فورک (اوهایو)
روستای نورت فورک (به انگلیسی: North Fork Village) یک روستا در ایالات متحده آمریکا است که در شهرستان روس، اوهایو واقع شده‌است. روستای نورت فورک ۴٫۰ کیلومتر مربع مساحت و ۱٬۷۲۶ نفر جمعیت دارد و ۲۰۱ متر بالاتر از سطح دریا واقع شده‌است.